# Sociale medier
Sociale medier (også forkortet SoMe) er internettjenester, der muliggør nem og hurtig kommunikation mellem alt fra få til flere individer og grupper op til store og varierende mængder mennesker, med løbende og umiddelbar udveksling af indhold, som f.eks. tekst, billeder og videoer, samt i nogle tilfælde en form for telefonsamtaler og korte, direkte eller live videoudsendelser mm.[kilde mangler] Sociale medier anvender mobil- og webbaserede teknologier til at skabe interaktive platforme hvorigennem enkeltpersoner og fællesskaber deler, samskaber, diskuterer og ændrer brugergenereret indhold. Eksempler på sociale medier er Facebook, Instagram, LinkedIn, Twitter og Mastodon.
Sociale medier bruges ofte mellem familie, venner og bekendte, men også mellem fremmede personer, kendte som ukendte, samt af virksomheder, regeringer, politikere og institutioner m.m. i hele verden. Inden for forskningen dækker begrebet "sociale medier" over en lang række internettjenester, herunder blogs, samarbejdsprojekter såsom wiki'er, sociale netværkstjenester, internetfora, mikroblogs såsom X, digitale fotodelingstjenester såsom Flickr, produktvurderingstjenester såsom Trustpilot, online gaming samt virtuelle verdener såsom Metaverse.
Forkortelsen "SoMe" er første gang registreret af Dansk Sprognævn i 2012.

## Definition
Andreas Kaplan og Michael Haenlein var de første til at definere sociale medier som ”en gruppe af internetbaserede applikationer, som er bygget på det ideologiske og teknologiske grundlag for Web 2.0, hvilket muliggør skabelsen og udvekslingen af brugergeneret indhold”.
I den videnskabelige litteratur findes der ikke én enkel definition, men der bruges derimod en række forskelligartede begreber og definitioner. I et litteraturstudie fra 2021 konkluderer man, at der grundlæggende set benyttes tre begreber i litteraturen, som dog referer til nogenlunde enslydende definitioner. I perioden fra 1997 til 2002 benævntes internettjenesterne oftest som "virtuelle fællesskaber". Selvom "sociale netværkstjenester" er blevet brugt over en længere periode, var det dog det dominerende begreb i perioden 2005-2009. Siden 2010 har begrebet "sociale medier" været det hyppigst brugte. Studiet finder imidlertid et skel nogenlunde samtidig med overgangen til begrebet "sociale medier", da man går fra at fokusere på menneskers interaktion på internettjenesterne til at undersøge "brugernes" skabelse og deling af indhold.

## Udbredelse og omfang
Der er for få eller ingen kildehenvisninger i dette afsnit, hvilket er et problem. Du kan hjælpe ved at angive troværdige kilder til de påstande, som fremføres.

22% af alt tid der bliver brugt online i USA bruges på sociale netværker (Pr.  2011).[kilde mangler]
Et totalt antal på 234 millioner mennesker i alderen fra 13 og opefter i USA brugte mobile enheder i december 2009.[kilde mangler]
Twitter udgav mere end en milliard tweets i december 2009 og gennemsnitligt over 40 millioner tweets per dag.[kilde mangler]
Det sociale medie app Snapchat hjælper folk med at sende næsten 210 millioner billeder om dagen, med omkring 34,1 beskeder om dagen.
Over 25% af USA's internetsidevisninger var på en af største sociale netværk sider i december 2009. De gik fra 13,8% fra året før.[kilde mangler]
Australien havde Pr.  2011 et af de højeste forbrug af sociale medier i verden. I forhold til brugen af Facebook rangerer Australien højest med næsten 9 timer om måneden pr. bruger fra over 9 millioner brugere.[kilde mangler]
Antallet af brugere på sociale medier i alderen 65 og opefter voksede med 100% igennem 2010, så der nu er en ud af fire personer i den aldersgruppe der er en del af en social netværks side.[kilde mangler]